# Mont-et-Marré
 Mont-et-Marré  es una población y comuna francesa, situada en la región de Borgoña, departamento de Nièvre, en el distrito de Ville de Château-Chinon y cantón de Châtillon-en-Bazois.

## Demografía
| 243 | 211 | 199 | 197 | 181 | 187 |
| Para los censos de 1962 a 1999 la población legal corresponde a la población sin duplicidades (Fuente: INSEE [Consultar]) |     |     |     |     |     |